# Good Luck
Good luck!! (¡¡Buena suerte!!) es un drama japonés de 2003. Protagonizado por Takuya Kimura y Kō Shibasaki, Good luck alcanzó el primer puesto en la clasificación de los dramas japoneses por popularidad, con una audiencia del 35% en 2003. Cuenta la vida de un piloto y su trabajo diario e incluye una historia de amor y varias subtramas que ofrecen suspense y emoción.

## Personajes y actores
- Hajime Shinkai - Takuya Kimura
- Kazuki Kōda - Shinichi Tsutsumi
- Ayumi Ogawa - Kō Shibasaki
- Urara Fukaura - Rina Uchiyama
- Jane Naito - Naoto Takenaka
- Kenzaburo Ota - Yasunori Danta
- Noriko Togashi - Hitomi Kuroki

- Datos: Q626942